# Je suis comme toi
Albums de Sheila
On dit
(1983) Sheila au Zénith 85
(1985)
Singles
1. Emmenez-moi
Sortie : juillet 1984
2. Le film à l'envers
Sortie : octobre 1984
3. Je suis comme toi
Sortie : janvier 1985

Je suis comme toi  est un album studio (et une chanson) de Sheila sorti en 1984 en LP 33 Tours, et en cassette audio. Il a été réédité en CD en 1996, et en 2006.
La photo de la pochette de cet album est de Michael Childers. La pochette a été réalisée par Georges Auger.
Deux pochettes du 33T sortiront, la deuxième avec une pastille "Inclus Film à l'envers/L'écuyère", deux titres que Sheila chanta souvent en télévision.

## Liste des titres
1. Film à l'envers
2. America
3. Emmenez-moi
4. Jumbo loo
5. Vivre mieux
6. Je suis comme toi
7. Guerrier Massaï
8. L'écuyère
9. La chanteuse

## Production
- Édition Album original :
  - 33 tours / LP Stéréo  New Era distribution Carrère 66.193 sorti en 1984
  - Cassette audio  New Era distribution Carrère 76.193 sortie en 1984

- Réédition de l'album :
  - CD  East West 706301365823, date de sortie : 1996.
  - CD  Warner Music 706301365823, date de sortie : 2006.
  - 33 tours / LP Stéréo  (édition picture disc) Warner Music sorti le 17 mars 2017
  - CD  Warner 0190295794019, inclus dans Le Coffret essentiel Vol. 2 (Les Années New Chance). date de sortie : 2017.

## Les extraits de l'album
- Le titre Emmenez-moi a été mis en face B du single Plus de problème, (à noter que Plus de problème n'apparait sur aucun album de la chanteuse).
- Le film à l'envers / Guerrier Massaï
- Je suis comme toi / La chanteuse (ce single se classera 43e au Top 50)
- Vivre mieux a été mis en face B du single On s'dit plus rien en 1992.